# Malisheva
Malisheva (albanska: Malishevë med böjningsformen Malisheva; serbiska: Малишево, Mališevo) är en kommunhuvudort i Kosovo. Den ligger i den sydvästra delen av landet, 40 km sydväst om huvudstaden Pristina. Malisheva ligger 529 meter över havet och antalet invånare är 2 300.
Terrängen runt Malisheva är kuperad åt sydost, men åt nordväst är den platt. Runt Malisheva är det ganska tätbefolkat, med 222 invånare per kvadratkilometer. Närmaste större samhälle är Suva Reka, 15,2 km söder om Malisheva. Trakten runt Malisheva består till största delen av jordbruksmark.